# Місячна пастка
«Місячна пастка» (англ. Moontrap) — американський фантастичний фільм 1989 року режисера Роберта Дайка.
Астронавти виявляють у космосі покинутий інопланетний корабель і забирають звідти таємничий контейнер. Щоб з'ясувати кому він належав і які наміри його власників, астронавти вирушають на Місяць, де на них чекає пастка.

## Сюжет
Двоє астронавтів НАСА, Джейсон Грант і Рей Таннер, під час чергового польоту виявляють між Землею та Місяцем інопланетний космічний корабель. Грант зауважує пробоїну, крізь яку залітає всередину та знаходить схожий на яйце контейнер. Неподалік астронавти помічають висохлий труп людиноподібного інопланетянина. Забравши знахідки на свій корабель, астронавти при допомозі вчених з'ясовують, що трупу близько 14 тис. років.
Поки вчені сперечаються кому дістанеться слава, контейнер розкривається і з нього вибирається робот. Він зламує комп'ютери, щоб створити навколо трупа обладунок і вирушає вбивати людей. Охоронцям завдяки хитрощам вдається знищити істоту.
Військові та вчені, стурбовані інцидентом, посилають на Місяць Джейсона та Рея. Коли ті висаджуються на Місяць, інопланетний робот знеструмлює їхній посадковий модуль. Астронавти натрапляють на підземелля з людськими скелетами. В одній з капсул там виявляється жінка Міра, котру земляни пробуджують. Утрьох вони прямують до виходу, де на них нападає павукоподібний робот. Міра називає таких роботів кріліонами. Коли механізм знищують, виявляється, що посадковий модуль зник.
Біля місця посадки з-під ґрунту виривають кріліони. Рей під час сутички зазнає смертельного поранення, а шаттл, який лишився на орбіті, втрачає керування та розбивається. Джейсон з Мірою вирішують, що коли не можуть повернутися на Землю, то повинні принаймні не допустити на планету роботів.
Кріліони захоплюють труп Рея та створюють йому обладунок, аби той напав на тимчасовий намет Міри й Джейсона. При допомозі такого кіборга роботи беруть обох у полон, забирають на свій космічний корабель і вирушають на Землю.
Джейсону вдається звільнитися, повернути скафандри та разом з Мірою віднайти посадковий модуль. Джейсон запускає самознищення, але в ході сутички з кріліонами вилітає разом з Мірою в космос. Там їх перехоплює рятувальний шаттл, а корабель кріліонів вибухає.
За якийсь час контейнер прибульців опиняється на звалищі і з нього вибирається кріліон.

## У ролях
| Актор             | Роль                    |
| ----------------- | ----------------------- |
| Волтер Кеніг      | полковник Джейсон Грант |
| Брюс Кемпбелл     | Рей Таннер              |
| Лі Ломбарді       | Мера                    |
| Роберт Курц       | Корман                  |
| Джон Дж. Саундерс | Барнс                   |
| Рівіс Грехем      | Гаскілл                 |
| Том Кейс          | Бек                     |
| Джуді Левітт      | командир                |
| Рубен Ябуку       | пілот                   |
| Даг Чайлдз        | син Гранта              |
| Мерайфі Мітник    | науковий співробітник   |
| Джеймс Кортні     | лейтенант               |
| Тоні Абруццо      | солдат 1                |
| Том Вейлен        | солдат 2                |
| Пет Кароззо       | офіціантка              |
| Б.К. Тейлор       | озвучка                 |
| Джей Скотт        | озвучка                 |
| Лані Кастнер      | озвучка                 |

## Сприйняття
Фільм отримав негативні відгуки критиків. На агрегаторі оглядів Rotten Tomatoes його схвалили 27 % користувачів. Середня оцінка на IMDb — 5 з 10.
Згідно з сайтом DVDTalk, освітлення та операторська робота сцен на поверхні Місяця зроблені винятково добре, а спецефектів більше, ніж у пересічному фільмі такої категорії. Та акторська гра майже аматорська, а сюжет безсоромно краде частини інших фільмів, від «Життєвої сили» до «Соляріса» та серіалу про Квотермаса. Критик в той же час зазначив, що ідея робота з людськими компонентами була нова для того часу і кріліони дуже схожі на борґів, які дебютували в епізоді «Зоряного шляху: Наступне покоління» у травні 1989 року, буквально через кілька днів після прем'єри «Місячної пастки» 28 квітня на WorldFest Houston.